# Lokala partier i Uppsala län
Lokala partier i Uppsala län (LPiUL) är ett samarbete mellan flera kommunpartier i Uppsala län inför regionvalet i Region Uppsala 2022. De ingående partierna är representerade i merparten av länets kommunfullmäktigen. Partisamarbetet fokuserar på trafik- och vårdfrågor och driver bland annat frågan om fler närakuter i länets mindre kommuner. Ordförande är Anneli Löfling, tidigare ordförande för Knivsta.nu.
| Parti            | Kommun     | Mandat i kommunfullmäktige |
| ---------------- | ---------- | -------------------------- |
| Bålstapartiet    | Håbo       | 3 / 41                     |
| Nystart Enköping | Enköping   | 6 / 51                     |
| Knivsta.nu       | Knivsta    | 9 / 31                     |
| Kommunens Väl    | Älvkarleby | 2 / 31                     |
| Lokalpartiet BoA | Östhammar  | 3 / 49                     |
| Tierpslistan     | Tierp      | 2 / 49                     |
| Håbodemokraterna | Håbo       | 3 / 41                     |